# UCI-Straßenradsport-Weltcup der Junioren
Der UCI-Straßenradsport-Weltcup der Junioren (englisch UCI Junior Men World Challenge) war eine von 1994 bis 2007 vom Weltradsportverband UCI ausgetragene Serie der wichtigsten Rennen im Straßenradsport der Junioren.
Bei den Rennen wurden jeweils Punkte an die Fahrer vergeben, die in eine Gesamtwertung einflossen.
Ersetzt wurde der Rad-Weltcup der Junioren von der UCI ab dem Jahr 2008 durch den Rad-Nationencup der Junioren, der jedoch eine geringere Anzahl an Rennen und keine Fahrerwertung mehr aufweist.

## Rennen
Im Laufe der Zeit waren verschiedene Rennen Bestandteil des Rad-Weltcups der Junioren, die später wieder aus dem Programm gestrichen wurden; auch blieb die Anzahl der Rennen nicht konstant. Allein die Weltmeisterschaften im Straßenrennen und im Einzelzeitfahren waren stets Teil der Rennserie. In der letzten Saison, 2007, flossen zwölf Veranstaltungen in die Gesamtwertung ein, davon zehn Etappenrennen, ein Eintagesrennen sowie ein Einzelzeitfahren, welche zwischen Ende April und Ende September stattfanden:
- La Coupe du Président de la Ville de Grudziądz
- Internationale Friedensfahrt (Junioren)
- Internationale Junioren Driedaagse van Axel
- Grand Prix Général Patton
- Tour de l’Abitibi
- Niedersachsen-Rundfahrt (Junioren)
- Liège-La Gleize
- Weltmeisterschaft im Einzelzeitfahren (Junioren)
- Weltmeisterschaft im Straßenrennen (Junioren)
- GP Rüebliland
- Giro della Lunigiana
- Istrien-Rundfahrt

## Punktevergabe
Die Gesamtwertung des Rad-Weltcups der Junioren basierte auf unterschiedlichen Punktevergaben bei jedem einzelnen Rennen nach dem Zieleinlauf:
|          | Punkte             | Punkte                | Punkte        |
| Position | WM (Straßenrennen) | WM (Einzelzeitfahren) | Etappenrennen |
| -------- | ------------------ | --------------------- | ------------- |
| 1        | 100                | 90                    | 70            |
| 2        | 75                 | 70                    | 35            |
| 3        | 60                 | 55                    | 30            |
| 4        | 35                 | 30                    | 25            |
| 5        | 25                 | 20                    | 20            |
| 6        | 20                 | 18                    | 18            |
| 7        | 18                 | 16                    | 16            |
| 8        | 16                 | 14                    | 14            |
| 9        | 14                 | 12                    | 12            |
| 10       | 12                 | 11                    | 11            |
| 11       | 11                 | 10                    | 10            |
| 12       | 10                 | 9                     | 9             |
| …        | …                  | …                     | …             |
| 20       | 2                  | 1                     | 1             |

## Palmarès
| Jahr | Sieger             | Punkte | Zweitplatzierter   | Punkte | Drittplatzierter    | Punkte |
| ---- | ------------------ | ------ | ------------------ | ------ | ------------------- | ------ |
| 2007 | Michał Kwiatkowski | 425    | Yannick Eijssen    | 349    | Dimitri Le Boulch   | 326    |
| 2006 | Niki Østergaard    | 427    | Marcel Kittel      | 343    | Blaž Jarc           | 331    |
| 2005 | André Steensen     | 399    | Thomas Vedel Kvist | 321    | Sebastian Hans      | 269    |
| 2004 | Roman Kreuziger    | 330    | Simon Špilak       | 300    | Blel Kadri          | 140    |
| 2003 | Kai Reus           | 336    | Peter Velits       | 272    | Grega Bole          | 231    |
| 2002 | Matej Jurčo        | 288    | Thomas Dekker      | 257    | Jukka Vastaranta    | 227    |
| 2001 | Jukka Vastaranta   | 358    | Niels Scheuneman   | 270    | Oleksandr Kwatschuk | 170    |
| 2000 | Piotr Mazur        | 313    | Marcel Sieberg     | 178    | Jeremy Yates        | 138    |
| 1999 | Fabian Cancellara  | 196    | Christian Knees    | 155    | Ruslan Kajumov      | 140    |
| 1998 | ?                  |        | ?                  |        | ?                   |        |
| 1997 | ?                  |        | ?                  |        | ?                   |        |
| 1996 | ?                  |        | ?                  |        | ?                   |        |
| 1995 | ?                  |        | ?                  |        | ?                   |        |
| 1994 | ?                  |        | ?                  |        | ?                   |        |

## Rekorde
- Meiste Siege bei Weltcup-Rennen:  Jukka Vastaranta (5)
- Meiste Siege bei Weltcup-Rennen in einer Saison:  Jukka Vastaranta,  Kai Reus und  Roman Kreuziger (je 4)